# Макионе (Кампобасо)
Макионе је насеље у Италији у округу Кампобасо, региону Молизе.
Према процени из 2011. у насељу је живело 12 становника. Насеље се налази на надморској висини од 784 м.